# 駐大阪・神戸米国総領事館
駐大阪・神戸米国総領事館（ちゅうおおさか・こうべべいこくそうりょうじかん、英語: Consulate-General of the United States in Osaka-Kobe, U.S. Consulate General Osaka-Kobe）、通称駐大阪米国総領事館（英語: Consulate-General of the United States in Osaka, U.S. Consulate General Osaka）は、アメリカ合衆国が日本の大阪府大阪市に設置している総領事館である。かつて兵庫県神戸市に設置されていたため、総領事館の名称に神戸が併記されている。
総領事館の広報担当部門に関西アメリカンセンター（英語: Kansai American Center, KAC）がある。
管轄区域は、北陸地方（新潟県を除く3県）、近畿地方（三重県を除く2府4県）、中国地方（山口県は一部の市町を除く）、四国地方4県。

## 歴史
1867年に駐神戸米国領事館として神戸に開設された。1941年に太平洋戦争で日米両国が戦争状態に突入したことによって神戸の領事館は閉鎖されたが、日本が国際社会に復帰した後の1953年に再開された。
1961年に神戸の領事館が駐神戸米国総領事館に昇格した。1987年には神戸の総領事館が大阪へ移転し、駐大阪・神戸米国総領事館としての運営が開始された。

## 所在地
日本語
〒530-8543 大阪府大阪市北区西天満2-11-5
英語
2-11-5, Nishitenma, Kita-ku, Osaka 530-8543

## 総領事
| 代 | 氏名（日本語）                   | 氏名（英語）           | 着任      | 退任      | 備考                           |
| -- | -------------------------------- | ---------------------- | --------- | --------- | ------------------------------ |
|    | ラルフ・J・ブレイク              | Ralph J. Blake         | 1952年6月 |           | [ 7 ]                          |
|    | ウィリアム・C・シャーマン        | William C. Sherman     | 1968年    | 1970年    | [ 8 ]                          |
|    | ウィリアム・H・ブランズ          | William H. Bruns       |           |           | 1975年、1977年に在職記録がある |
|    | ロバート・ルーダン               | Robert Ludan           |           | 2002年    | [ 11 ]                         |
|    | アレクサンダー・アルマゾフ       | Alexander Almazov      | 2002年    | 2005年    | [ 12 ]                         |
|    | ダニエル・R・ラッセル            | Daniel R. Russel       | 2005年8月 | 2008年8月 | [ 13 ]                         |
|    | エドワード・K・H・ドン           | Edward K.H. Dong       | 2008年9月 | 2011年    | [ 14 ]                         |
|    | パトリック・ジョセフ・リネハン   | Patrick Joseph Linehan | 2011年8月 | 2014年7月 | 関西領事団長                   |
|    | アレン・S・グリーンバーグ        | Allen S. Greenberg     | 2014年8月 | 2017年    | [ 18 ]                         |
|    | かれん・ケリー（カレン・ケリー） | Karen Kelley           | 2017年8月 | 2020年7月 | [ 19 ] [ 20 ]                  |
| -  | コリン・フィッシュウィック       | Colin Fishwick         | 2020年7月 | 2020年9月 | 総領事代理                     |
|    | リチャード・メイ・ジュニア       | Richard Mei, Jr.       | 2020年9月 | 2023年    | [ 23 ] [ 24 ]                  |
|    | ジェイソン・リチャード・クーバス | Jason Richard Cubas    | 2023年    | （現職）  | [ 25 ]                         |